# Parempuyre
Parempuyre település Franciaországban, Gironde megyében. Lakosainak száma 10 407 fő (2022. január 1.). Parempuyre Ludon-Médoc, Blanquefort, Le Pian-Médoc és Saint-Louis-de-Montferrand községekkel határos.

## Népesség
A település népességének változása:
| Lakosok száma | 1670 | 3541 | 5481 | 7239 | 7922 | 8235 | 8709 | 9136 | 9786 | 10 407 |
|               | 1968 | 1982 | 1990 | 2006 | 2013 | 2015 | 2017 | 2019 | 2020 | 2022   |